# Josif Miladinov
Josif Miladinov (23 giugno 2003) è un nuotatore bulgaro, vicecampione continentale agli europei di Budapest 2020 nei 100 metri farfalla..

## Biografia
Si è messo in mostra ai mondiali giovanili di Budapest 2019, dove ha vinto il bronzo nei 50 metri farfalla, preceduto sul podio dall'italiano Thomas Ceccon e dal russo Andrej Minakov.
Ha esordito in una grande rassegna internazionale agli europei in vasca corta di Glasgow 2019 all'età di sedici anni.
Agli europei di Budapest 2020, disputati presso la Duna Aréna nel maggio 2021, ha ottenuto la medaglia d'argento nei 100 metri farfalla, terminando alle spalle dell'ungherese Kristóf Milák.

## Palmarès
- Europei

Budapest 2020: argento nei 100m farfalla.
- Mondiali giovanili

Budapest 2019: bronzo nei 50m farfalla.
- Europei giovanili

Roma 2021: oro nei 50m farfalla e nei 100m farfalla.